# Verkehrsgesellschaft Ludwigslust-Parchim
Die Verkehrsgesellschaft Ludwigslust-Parchim mbH (VLP) ist der kreiseigene Verkehrsbetrieb des Landkreises Ludwigslust-Parchim. Sie betreibt den Busverkehr im Landkreis Ludwigslust-Parchim als auch im Amt Neuhaus, im Auftrag des Landkreises Lüneburg.
Nach der Kreisgebietsreform im Jahr 2011, bei der die Altkreise Ludwigslust und Parchim zum neuen Landkreis Ludwigslust-Parchim fusioniert sind, gingen 2013 die Vorgängerbetriebe Ludwigsluster Verkehrsgesellschaft mbH (LVG) und Reisedienst Parchim GmbH in der neuen Verkehrsgesellschaft Ludwigslust-Parchim mbH auf.
Der bereitgestellte ÖPNV umfasst 173 Linien. Kreisgrenzenüberschreitenden Linienverkehr gibt es besonders in die Landeshauptstadt Schwerin als auch unter anderem nach Lüneburg und Lauenburg.

Die Verkehrsgesellschaft betreibt 13 Betriebsstätten, von denen sechs die Funktion der Fahrdienstleitung übernehmen.